# الشاشة (قارب)
الشاشة؛ قارب تقليدي مصنوع من جريد النخيل، لغرض صيد الأسماك في المياه الضحلة.

## مواصفاته
يتسم قارب الشاشة بالمواصفات الآتية:
- بساطة تركيبه فهو يصنع من جريد النخيل.
- يبلغ طوله حوالي 12 قدمًا، وعرضه إلى ٤ أقدام وربع. وبالتالي فهو يتسع لشخصين تقريبًا.
- مقدمة قارب الشاشة ومؤخرته مستدقتا الطرف
- لقارب الشاشة سطحين: العلوي يجلس عليه الصياد،والسفلي يغمر بالماء.[1]

## كيفية صنعه
يصنع الشاشة من من جريد (زور) النخيل على النحو الآتي:
- يُدفن الزور في رمال الشاطئ حتى يلين.
- تشق الزور طوليًا، وتدخل خلالها حبال حبال الليف.
- تلف الحبال حول كل زورة بإحكام قبل إدخاله بالزورة التي تليها.
- تشكل صفوف متوازية ومتراصة على دفعات وتربط بحبال الليف وتجمع نهاياتها لتشكل الأطراف المخروطية المستدقة للمقدمة والمؤخربة.
- يحشى هيكل القارب بألياف النارجيل ولحاء النخيل لتساعده على الطفو.[1]

## وصلات خارجية
- قارب الشاشة وطرق الصيد
- صناعة قوارب الشاشة التقليدية
- صناعة “الشاشة “ صناعة قوارب الصيد البحرية مزيج تراثي يعكس حياة البحّاره قديما